# Jubilus
El Jubilus (plural jubili) es el término para el largo melisma colocado en la sílaba final del aleluya tal y como se canta en canto gregoriano.

## Descripción
La estructura del aleluya se organiza de tal manera que el cantante solista canta primero la palabra aleluya sin el "jubilus" y a continuación el coro repite esa misma palabra, esta vez añadiendo el melisma. Tradicionalmente se repite también al final del canto, aunque con frecuencia era omitido en la Edad Media y todavía se sigue omitiendo cuando el aleluya va seguido por una secuencia.

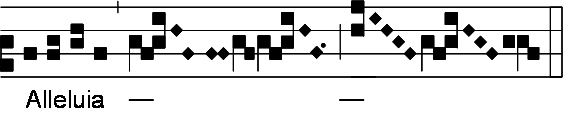
Aleluya de la Vigilia de Navidad. Muestra del melisma que acompaña al vocablo alleluia en el gregoriano.

La historia tradicional sobre el origen del medieval de la secuencia es que surgió a partir del texto añadido silábicamente al "jubilus". Se afirma que el monje Notker de San Galo inventó este procedimiento y en su colección “Liber hymnorum” hay secuencias que parecen establecer una conexión con el consabido "jubilus". Sin embargo, en su prefacio al libro, Notker indica que él aprendió esta técnica de otro monje, bajo tutela de su maestro el monje Iso. Así pues, esta circunstancia unida al hecho de que muchas de las secuencias tempranas no parecen relacionarse en absoluto con el "jubilus", implican que el origen de la secuencia es más complejo. No obstante, es posible que derivase del "jubilus" originalmente.